# Stadt des 15. Mai
Die Stadt des 15. Mai (arabisch مدينة 15 مايو) ist eine Stadt in Ägypten und ist Teil des Großraums Kairo. Sie wurde 1978 gegründet und liegt südlich des Nildeltas und östlich des Zentrums von Helwan. Sie wurde gebaut, um das Problem der unzureichenden Unterbringung zu lösen.

## Geografie
Die Wohnfläche der Stadt beträgt ca. 1.700.000 Hektar, die in eine Gruppe von Stadtteilen unterteilt sind, die alle Wohnungsniveaus umfassen (von wirtschaftlich über mittel über überdurchschnittlich bis hin zu Luxus). Die Stadt ist in 36 Einheiten unterteilt, und diese Einheiten sind wiederum jeweils in Einheiten unterteilt. Die Behörde stellt auch Wohngrundstücke für Einzelpersonen, für Investmentgesellschaften, Wohnresorts und wegweisende Projekte wie das Mubarak-Wohnprojekt. Die Behörde hat außerdem 18.090 Wohneinheiten eingerichtet, darunter 800 Jugendwohneinheiten. Der nichtstaatliche Sektor hat 24.572 Wohneinheiten errichtet.

## Name
Der Name wurde gewählt, um die Erinnerung an die Korrektive Revolution zu verewigen, ein Reformprogramm, das am 15. Mai 1971 von Präsident Anwar as-Sadat gestartet wurde. Es beinhaltete die Säuberung nasseristischer Mitglieder der Regierung und der Sicherheitskräfte, die oft als prosowjetisch und links angesehen wurden, und das Sammeln von Unterstützung in der Bevölkerung, indem die Machtübernahme als Fortsetzung der ägyptischen Revolution von 1952 dargestellt wurde, während gleichzeitig ein radikaler Kurswechsel vorgenommen wurde. Sadats Korrektive Revolution beinhaltete auch die Inhaftierung anderer politischer Kräfte in Ägypten, darunter Liberale und Islamisten.

## Sakralbauten
Die Stadt hat einige Moscheen wie:
- Masdschid al-Dschafari
- Ali Ibn Abi Taleb
- Mostafa-Moschee
- al-Fardos-Moschee
- al-Radwan
- Masdschid al-Nour

Die Stadt hat zwei Kirchen:
- Sankt-Markus-Kirche
- Kirche der Heiligen Jungfrau Maria und Sankt Athenous